# Bogra
Bogra (bengali বগুড়া, Bogura) és una ciutat i municipi de Bangladesh, capital del districte de Bogra, situada a la riba del riu Karatoka. La seva població el 2001 era de 210.038 habitants (6.179 habitants el 1881 i 7.094 el 1901). Fou declarada capital de districte el 1821.
Nascuts a Bogra eren Muhammad Ali Bogra, primer ministre de Pakistan (abans de la partició) i Ziaur Rahman, president de Bangladesh.